# التهاب الزغابات مجهول السبب
التهاب الزُغابات مجهول السَبب (بالإنجليزية: Villitis of unknown etiology) وَيُدعى اختصاراً VUE، وهوَ التهاب مَجهول السَبب يَحدُث في الزغابات المشيمية، وَيرتبط هذا الالتهاب مَع الإجهاض التلقائي للجنين وَوزن ولادة الجنين وَيتكرر في حالات الحَمل اللاحقة.

## علم أمراض الانسجة
حَسب علم أمراض الانسجة فَإنَّ التهاب الزُغابات مجهول السَبب يتميز بارتشاح لمفاوي مجهول السَبب، وَيتميز بعدم تواجد الخلايا البلازمية، حيثُ أنَّ وجود الخلايا البلازمية أثناء الالتهاب يُدل على أنَّ سَبب الالتهاب هوَ العدوى، مِثل العدوى بالفيروس مضخم الخلايا.

## صُور إضافية

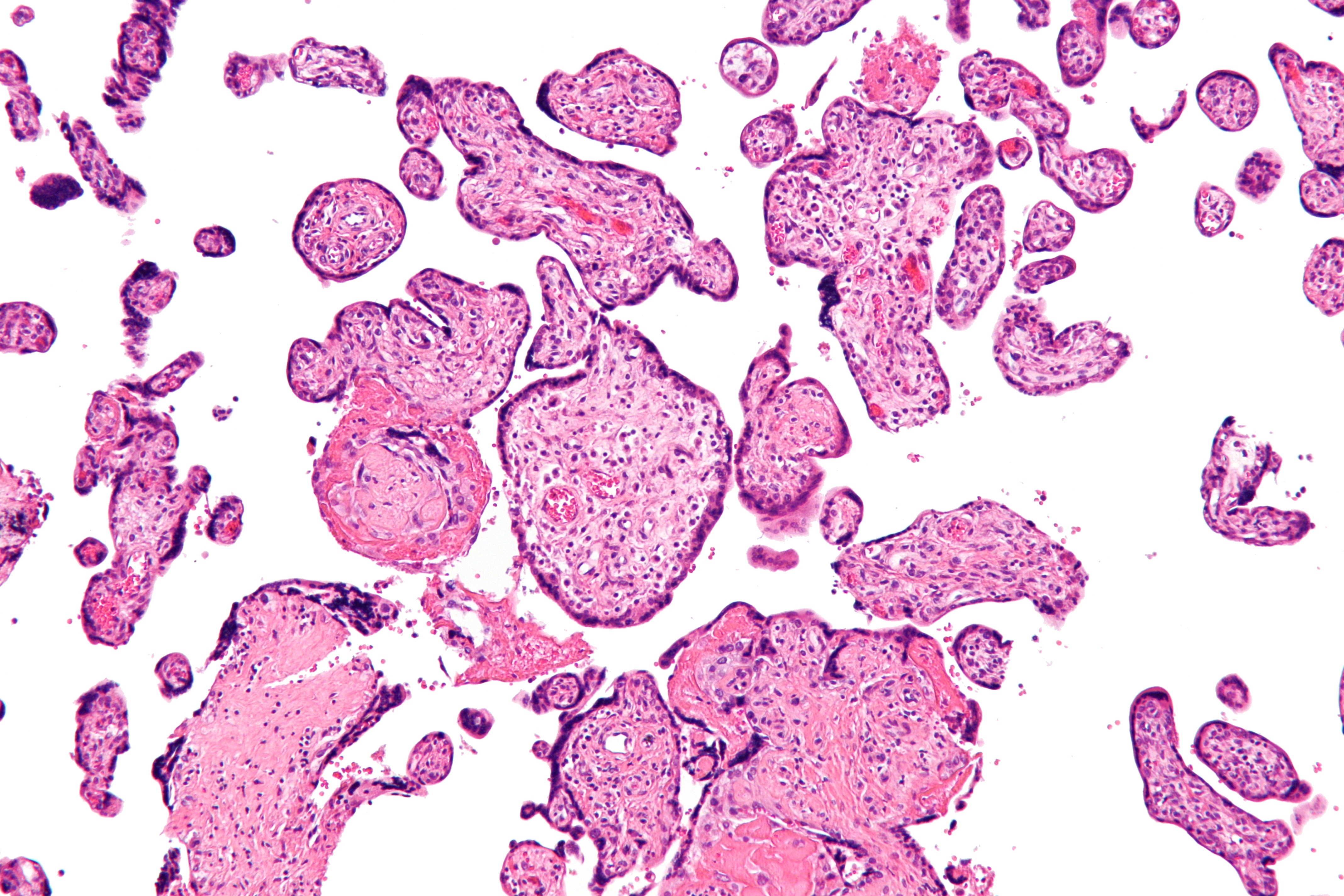
التهاب الزغابات مجهول السبب (تكبير مُتوسط)
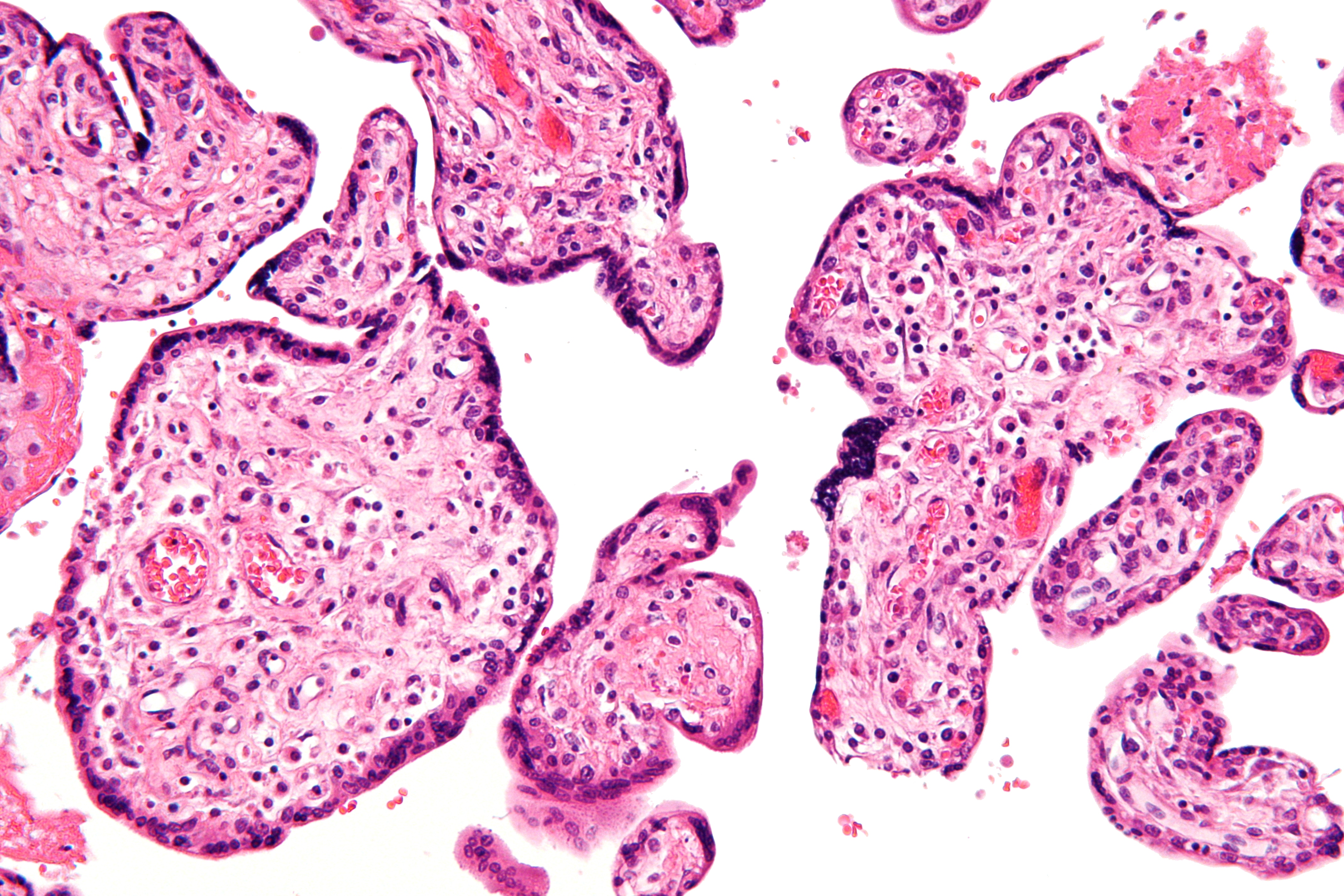
التهاب الزغابات مجهول السبب (تكبير مُرتفع)